# Kapljice za oko
Kápljice za okó so sterilne vodne ali oljne raztopine ali suspenzije za vkapavanje v oko.
Vsebujejo eno ali več učinkovin; odvisno od namena uporabe lahko vsebujejo steroide, antihistaminike, β-adrenergične antagoniste, parasimpatomimetike, parasimpatolitike, prostaglandine, nesteroidne antirevmatike ali topične anestetike. Nekatere kapljice za oko ne vsebujejo zdravilne učinkovine in se uporabljajo le za mazanje oziroma nadomeščanje solz.
Lahko vsebujejo tudi pomožne snovi, kot na primer za izotoniranje, uravnavanje viskoznosti, uravnavanje in stabiliziranje pH, povečanje topnosti učinkovine ali stabiliziranje izdelka. Pomožne snovi ne smejo vplivati na zdravilni učinek ali v uporabljenih koncentracijah povzročati neželenega lokalnega draženja. Lahko sp na voljo v enoodmernih ali večodmernih vsebnikih. Če so na voljo v večodmernih vsebnikih, morajo vsebovati konzervans, razen če ima farmacevtski izdelek sam ustrezne protimikrobne lastnosti.

## Uporaba
Pred vkapavanjem si je treba umiti roke in nato odstraniti pokrovček z vsebnika. Oseba nagne glavo nazaj in rahlo potegne spodnjo očesno veko navzdol, da nastane žepek oziroma veznična vrečica med veko in očesom. Pogled usmeri navzgor in kane ustrezno število kaplic v nastali očesni žepek. Pri tem je treba paziti, da se konica steklenice/plastenke ne dotaknete očesa ali njegove okolice. Oko nato oseba počasi zapre za eno do dve minuti, da se zdravilo porazdeli po očesu, pri tem pa s konico prsta nežno pritisne na koren nosu ob notranji strani zaprtega očesa, da prepreči odtok kapljice skozi solzovod.

## Neželeni učinki

### Fosfati
V kapljicah za oči se pogosto uporabljajo fosfati; približno tretjina vseh zdravil na tržišču EU, ki so v obliki kapljic za oči, vsebuje fosfate kot del pufrnega sistema. Zelo redko so fosfati v kapljicah za oči iz drugih razlogov ali kot del zdravilne učinkovine. Zaradi poročil o bolnikih, pri katerih so opazili kalcifikacijo roženice (nalaganje kalcija v roženici) med zdravljenjem s kapljicami za oči, je Evropska agencija za zdravila (EMA) pregledala kapljice za oči. Po zaključku pregleda uporabe fosfatnih pufrov v kapljicah za oči je ocenila njihov vpliv na nastanek kalcifikacije roženice. Odbor za zdravila za uporabo v humani medicini (CHMP) pri Evropski agenciji za zdravila (EMA) je presodil, da koristi uporabe kapljic za oči, ki vsebujejo fosfate, odtehtajo z njimi povezana tveganja, kljub temu da lahko med zdravljenjem pri bolnikih, ki imajo resne poškodbe roženice, v zelo redkih primerih pride do kalcifikacije roženice (poročali so o manj kot 1 primeru na 10.000 distribuiranih stekleničk). Bolniki, ki nimajo predhodne poškodbe roženice, niso ogroženi zaradi uporabe kapljic, ki vsebujejo fosfate. Pri bolnikih s poškodovano roženico pa je potrebno pretehtati uporabo tovrstnih kapljic glede na koristi in majhno tveganje, ki ga prinaša uporaba fosfatov v kapljicah.